# Lagenocypsela papuana
Lagenocypsela papuana là một loài thực vật có hoa trong họ Cúc. Loài này được (J.Kost.) Swenson & K.Bremer mô tả khoa học đầu tiên năm 1994.